# Eliksem
Eliksem (fr. Alincourt) – dzielnica (deelgemeente) miasta Landen w Belgii, w Regionie Flamandzkim, w prowincji Brabancja Flamandzka, w okręgu Leuven. 1 stycznia 2020 roku liczyła 353 mieszkańców. Do 31 grudnia 1970 samodzielna gmina. Leży nad rzeką Kleine Gete.

## Demografia
Liczba mieszkańców, stan na 1 stycznia:
| Rok                | 1900 | 1930 | 2020 |
| ------------------ | ---- | ---- | ---- |
| Liczba mieszkańców | 278  | 294  | 353  |